# Sinan ibn Thabit
Sinan ibn Thabit (àrab: أبو سعيد سنان بن ثابت بن قرة)  (Bagdad, c. 880 - Bagdad, 943), de nom complet Abu Said Sinan ibn Thabit ibn Qurra, va ser un metge islàmic del segle X dC.

## Vida i obra
Era fill del conegut matemàtic Thabit ibn Qurra i va ser pare del també matemàtic, Ibrahim ibn Sinan.
El seu pare va morir quan ell era jove i encara no tenia cap càrrec important a la cort, però sota els califes al-Muktafí i al-Múqtadir va obtenir gran respecte i va ser nomenat metge oficial del califa, dirigint tots els hospitals de la capital. Tant és així que el 931 dC el califa al-Múqtadir va dictar un edicte obligant a que tots els metges havien de ser examinats per Sinan ibn Thabit per certificar la seva competència clínica, abans d'obtenir la llicència per exercir a la ciutat de Bagdad, subjecte a les inspeccions d'un superintendent (Muhtasib).
Durant el califat d'al-Qàhir (932-934) va patir certa persecució perquè no era musulmà (era sabià) i se'n va anar a Khorasan, però aviat va retornar a Bagdad, després de convertir-se a l'Islam.
Segons sembla va escriure una vintena de llibres, entre ells un tractat d'història dels reis siríacs, un compendi sobre la religió sabiana, alguns opuscles de matemàtiques i astronomia i diversos treballs de medicina, però no es conserva cap de les seves obres.